# Hibiscus hasirikus
Hibiscus hasirikus är en malvaväxtart som beskrevs av Jean Berhaut. Hibiscus hasirikus ingår i Hibiskussläktet som ingår i familjen malvaväxter. Inga underarter finns listade i Catalogue of Life.